# Мартін Гудкопер
Мартінус «Мартін» Гудкопер (нід. Martinus «Martien» Houtkooper; 27 жовтня 1891 — Гарлем, 16 березня 1961) — нідерландський футболіст, який грав на позиції правого крайнього нападника або правого інсайда.

## Життєпис
Був у заявці національної збірної Нідерландів на літніх Олімпійських іграх 1912 року. Нідерланди посіли третє місце, але Гудкопер не отримав бронзової медалі, оскільки не грав. 31 серпня 1919 року зіграв свій єдиний міжнародний матч за збірну. Нідерланди зіграли внічию 1:1 з Норвегією.
На клубному рівні грав за ГФК Гарлем з 1910 по 1927 рік. В 1912 році став володарем Кубка Нідерландів. У фіналі «Гарлем» переміг «Вітессе» з рахунком 2:0, а Гудкопер забив обидва голи. За кар'єру в клубі забив 125 голів у чемпіонаті за «Гарлем», і на той час більше забив лише Ян ван ден Берг. З 1921 по 1925 рік Гудкопер був віце-головою ГФК Гарлем. За фахом був учителем фізкультури. З 1940 по 1947 рік був одним з тренерів ГФК Гарлем.

## Титули і досягнення
- Бронзовий призер Олімпійських ігор (1):

Нідерланди: 1912 (як запасний)
- Володар Кубка Нідерландів (1):

«Гарлем»: 1912

## Статистика

### Статистика виступів за збірну
| Дата      | Місто | Господарі | Результат | Гості      | Турнір           | Голи | Примітки |
| --------- | ----- | --------- | --------- | ---------- | ---------------- | ---- | -------- |
| 31-8-1919 | Осло  | Норвегія  | 1 – 1     | Нідерланди | товариський матч | -    |          |
| Усього    |       | Матчів    | 1         |            | Голів            | 0    |          |